# My Honesty
『My Honesty』（マイ オネスティ）は、美郷あきの5枚目のベスト・アルバムである。2011年4月20日にLantisから発売された。

## 概要
- アーティスティックなアルバムに仕上がる。PCゲーム4曲、アニメ主題歌5曲、シングルカット2曲、アルバムオリジナル1曲の計13曲構成。| [icon] | この節の加筆が望まれています。 |

## 収録曲
1. honest word,honest world
  - 作詞：畑亜貴、作曲：shilo、編曲：市川淳
2. Cross Illusion
  - 作詞：西又葵、作曲・編曲：アッチョリケ
3. 最後のエデン
  - 作詞：畑亜貴、作曲・編曲：菊田大介
4. Separating moment
  - 作詞：畑亜貴、作曲：mixakissa、編曲：綾部薫
5. さよなら君の声
  - 作詞：rino、作曲・編曲：田辺トシノ
6. 奇跡
  - 作詞・作曲：shilo、編曲：市川淳
7. once more again
  - 作詞：こだまさおり、作曲・編曲：R・O・N
8. 陽だまりの中へ
  - 作詞：江幡育子、作曲・編曲：川越好博
9. シアワセは月より高く
  - 作詞：畑亜貴、作曲・編曲：オオヤギヒロオ
10. あかるい恋のうた
  - 作詞：古屋真、作曲：渡辺翔、編曲：増田武史
11. Wild succession
  - 作詞：畑亜貴、作曲・編曲：藤末樹
12. 僕らの自由
  - 作詞・作曲・編曲：山田高弘
13. What a beautiful world
  - 作詞：RUCCA、作曲・編曲：関野元親

## タイアップ
| 曲名                   | タイアップ |
| ---------------------- | --- |
| Cross Illusion         | PCゲーム『俺たちに翼はない AfterStory』オープニングテーマ                                                                                    |
| 最後のエデン           | PCゲーム『マブラヴ オルタネイティヴ クロニクルズ』オープニングテーマ                                                                         |
| Separating moment      | テレビアニメ『ブラスレイター』第12話エンディングテーマ                                                                                       |
| さよなら君の声         | PCゲーム『ましろ色シンフォニー -Love is pure white-』みうルート挿入歌 テレビアニメ『ましろ色シンフォニー -The color of lovers-』最終話挿入歌 |
| once more again        | テレビアニメ『咎狗の血』第5話エンディングテーマ                                                                                              |
| 陽だまりの中へ         | 『処女はお姉さまに恋してる 2人のエルダー』エンディングテーマ                                                                                 |
| シアワセは月より高く   | テレビアニメ『祝福のカンパネラ』オープニングテーマ                                                                                           |
| Wild succession        | Wiiゲーム『スーパーロボット大戦NEO』オープニングテーマ                                                                                       |
| 僕らの自由             | テレビアニメ『スーパーロボット大戦OG -ジ・インスペクター-』エンディングテーマ                                                                |
| What a beautiful world | オンラインゲーム『ラグナロクオンライン RJC2010』イメージソング                                                                               |